# Frías (kommunhuvudort)
Frías är en kommunhuvudort i Spanien.   Den ligger i provinsen Provincia de Burgos och regionen Kastilien och Leon, i den norra delen av landet, 260 km norr om huvudstaden Madrid. Frías ligger 583 meter över havet och antalet invånare är 354.
Terrängen runt Frías är huvudsakligen kuperad, men åt nordväst är den platt. Runt Frías är det mycket glesbefolkat, med 4 invånare per kvadratkilometer. Närmaste större samhälle är Oña, 10,3 km väster om Frías. Trakten runt Frías består till största delen av jordbruksmark.